# 卡托-康布雷西和约
卡托-康布雷西和约（英文：Peace of Cateau-Cambrésis，德语：Frieden von Cateau-Cambrésis）分为两次，签订于法国勒卡托-康布雷西，结束了1551年–1559年的意大利戰爭。

## 第一次和约
第一次和约于1559年3月12日和4月2日法国国王亨利二世与英国女王伊丽莎白一世订立。条约声明，法国同意用500 000埃居来保住在1558年1月夺回的加来。（1558年吉斯公爵弗朗索瓦·德·吉斯於加來圍城戰中打败英军、夺取加来城。）

## 第二次和约
第二次和约于1559年4月3日在法国康布雷法国国王亨利二世和西班牙国王腓力二世签订。
此和约的订立标志法国和西班牙为控制意大利而进行的65年战争（1494～1559）宣告结束。法国放弃对意大利领土的要求，使哈布斯堡的西班牙成为在意大利的主导势力。法国归还萨伏依和皮埃蒙特给西班牙的盟友伊曼紐爾·菲利貝托，并把科西嘉还给热那亚。
不过，法国在别处获得了加莱（1558年从英格兰人手中夺来），还保住了1552年从哈布斯堡皇帝查理五世夺来的图勒、梅斯和凡尔登三个主教辖区。

## 和约影响
和约以后，法国失去了40年大国统治地位，同时确立了哈布斯堡王朝和腓力二世在欧洲的霸权地位。本來，法国国王亨利二世希望在和約後致力于解决由于基督新教引起的内部冲突，从而保障法国的对外政策顺利。但是亨利二世卻在1559年七月突然死亡，瑞士的喀爾文派的傳教士又利用和平的機會，大肆進入法國，用法語傳教，結果反而是1562年法國爆發了長期內戰胡格諾戰爭。因此法国内部的巩固問題，一直持续到1598年，直到新继位的亨利四世，才終於藉由發佈南特詔令，結束了新舊教內戰的衝突。